# Femmes sous haute surveillance
Pour plus de détails, voir Fiche technique et Distribution.
Femmes sous haute surveillance (Prison Stories: Women on the Inside) est un film américain de Donna Deitch, Joan Micklin Silver et Penelope Spheeris, sorti en 1991.

## Fiche technique
- Titre original : Prison Stories: Women on the Inside
- Titre français : Femmes sous haute surveillance
- Réalisation : Donna Deitch, Joan Micklin Silver et Penelope Spheeris
- Scénario : Martin Jones, Dick Beebe, Marlane Meyer et Jule Selbo
- Photographie : Robert Elswit et Jamie Thompson
- Pays d'origine : États-Unis
- Genre : drame
- Date de sortie : 1991

## Distribution
- Rae Dawn Chong : Rhonda
- Lolita Davidovich : Lorretta
- Silvana Gallardo : Mercedes
- Sandy Martin : Conseillère Pennell
- Elisabeth Moss : Little Molly
- Francesca P. Roberts : Lucy
- Annabella Sciorra : Nicole
- Kimberly Scott : Stacy
- Talisa Soto : Rosina
- Rachel Ticotin : Iris
- Grace Zabriskie : Genevieve